# Liste des cathédrales en Espagne
| Galice Andalousie Murcie Asturies Estrémadure Îles des Canaries Catalogne Castille-La Manche Madrid Aragon Castille-et-León Valence Ceuta Melilla Îles Baléares Navarre La Rioja Cantabrie Pays basque |

Cet article recense les cathédrales d'Espagne.

## Andalousie
- Cathédrale de l'Incarnation à Almería
- Cathédrale de la Nativité à Baeza
- Cathédrale Notre-Dame de l'Incarnation à Baza
- Cathédrale Sainte-Croix à Cadix
- Mosquée-cathédrale Sainte-Marie à Cordoue
- Cathédrale de l'Incarnation à Grenade
- Cathédrale de l'Incarnation à Guadix
- Cathédrale de la Grâce à Huelva
- Cathédrale de l'Assomption de la Vierge à Jaén
- Cathédrale de Jerez de la Frontera à Jerez de la Frontera
- Cathédrale de l'Incarnation à Malaga
- Cathédrale Sainte-Marie à Séville

## Aragon
- Cathédrale du Sauveur à Albarracín
- Cathédrale Sainte-Marie de l'Ascension à Barbastro
- Cathédrale Saint-Vincent à Isábena
- Cathédrale Saint-Pierre à Jaca
- Cathédrale Sainte-Marie du Romeral à Monzón
- Cathédrale Saint-Sauveur à Saragosse
- Cathédrale-Basilique de Nuestra Señora del Pilar à Saragosse
- Cathédrale Notre-Dame de la Huerta à Tarazona de Aragón
- Cathédrale Sainte-Marie à Teruel

## Asturies
- Cathédrale Saint-Sauveur à Oviedo

## Cantabrie
- Cathédrale Notre-Dame de l'Ascension à Santander

## Castille-et-León
- Cathédrale Sainte-Marie à Astorga
- Cathédrale El Salvador à Ávila
- Cathédrale Sainte-Marie à Burgos
- Cathédrale Sainte-Marie à Ciudad Rodrigo
- Cathédrale de l'Ascension à El Burgo de Osma
- Cathédrale Santa María de la Regla à León
- Cathédrale San Antolín à Palencia
- Nouvelle cathédrale et ancienne cathédrale à Salamanque
- Cathédrale Sainte-Marie à Ségovie
- Cathédrale Saint-Pierre à Soria
- Cathédrale de l'Assomption à Valladolid
- Cathédrale El Salvador à Zamora

## Castille-La Manche
- Cathédrale Saint-Jean à Albacete
- Cathédrale Notre-Dame du Prado à Ciudad Real
- Cathédrale Sainte-Marie et Saint-Julien de Cuenca à Cuenca
- Cathédrale Sainte-Marie à Guadalajara
- Cathédrale Sainte-Marie à Sigüenza
- Cathédrale Sainte-Marie à Tolède

## Catalogne
- Cathédrale Sainte-Eulalie, à Barcelone
- Cathédrale Sainte-Marie à Gérone
- Cathédrale de la Seu Vella  à Lérida
- Cathédrale nouvelle à Lérida
- Cathédrale Saint-Laurent de Sant Feliu de Llobregat à Sant Feliu de Llobregat
- Cathédrale Sainte-Marie à Solsona
- Cathédrale Sainte Marie à Tarragone
- Cathédrale de l'Esprit Saint à Terrassa
- Cathédrale Sainte-Marie à Tortosa
- Cathédrale Sainte-Marie d'Urgell à la Seu d'Urgell
- Cathédrale Saint-Pierre à Vic

## Communauté de Madrid
- Cathédrale des Saints Just et Pasteur à Alcalá de Henares
- Cathédrale Sainte Marie-Madeleine à Getafe
- Cathédrale de l'Almudena à Madrid

## Communauté autonome de Murcie
- Cathédrale Sainte-Marie à Carthagène
- Cathédrale Sainte-Marie à Murcie

## Communauté Forale de Navarre
- Cathédrale Sainte-Marie à Pampelune
- Cathédrale Sainte-Marie à Tudela

## Communauté autonome du Pays basque
- Cathédrale Saint-Jacques à Bilbao
- Cathédrale du Bon Pasteur à Saint-Sébastien
- Cathédrale Sainte-Marie à Vitoria-Gasteiz
- Cathédrale Sainte-Marie immaculée à Vitoria-Gasteiz

## Communauté Valencienne
- Concathédrale Saint-Nicolas de Bari à Alicante
- Cathédrale Sainte-Marie à Castelló de la Plana
- Cathédrale du Sauveur à Orihuela
- Cathédrale Sainte-Marie de l'Ascension de Segorbe
- Cathédrale Sainte-Marie à Valence

## Estrémadure
- Cathédrale Saint Jean-Baptiste à Badajoz
- Cathédrale Sainte-Marie à Cáceres
- Cathédrale de Santa María de la Asunción à Coria
- Cathédrale Sainte-Marie Majeure à Mérida
- Cathédrale nouvelle de Plasencia
- Cathédrale vieille de Plasencia

## Galice
- Cathédrale Saint-Julien à Ferrol
- Cathédrale Sainte-Marie à Lugo
- Cathédrale de l'Assomption à Mondoñedo
- Basilique Saint-Martin à Mondoñedo, ancienne cathédrale
- Cathédrale Saint-Martin à Ourense
- Cathédrale Saint-Jacques à Saint-Jacques-de-Compostelle
- Cathédrale Sainte-Marie à Tui

## Îles Baléares
- Cathédrale Sainte-Marie à Ciutadella de Menorca
- Cathédrale de la Vierge des neiges à Ibiza
- Cathédrale Sainte-Marie à Palma

## Îles des Canaries
- Cathédrale Sainte-Anne à Las Palmas de Gran Canaria
- Cathédrale de la Vierge des Remèdes à San Cristóbal de La Laguna

## La Rioja
- Cathédrale Sainte-Marie à Calahorra
- Concathédrale de Santa María de La Redonda à Logroño
- Cathédrale Saint-Dominique à Santo Domingo de la Calzada

## Ville autonome
- Cathédrale de l'Ascension à Ceuta